# 保爾克山
65°59′S 64°53′W / 65.983°S 64.883°W
保爾克山是南極洲的山峰，位於葛拉漢地的葛拉漢海岸，處於巴里拉里灣的維特費爾特角以西，海拔高度915米，現時由南極條約體系管理。